# Robert Grunert
Robert Grunert (* 23. Juli 1891 in Detmold; † 14. Juli 1966 in Lemgo) war ein deutscher Landrat in Blomberg und Lemgo.

## Leben
Nach dem Abitur im Jahre 1907 kam Robert Grunert als Verwaltungsanwärter zum Landratsamt Blomberg und durchlief verschiedene Stationen in öffentlichen Verwaltungen, bevor er am 1. September 1928 mit der Vertretung des Landrats in Blomberg beauftragt wurde. Am 1. Oktober 1928 war er definitiv Landrat und blieb bis zu seiner Abberufung zum Landratsamt Lemgo am 1. März 1932 in diesem Amt. Von 1925 bis zur Auflösung im Jahre 1932 war Blomberg eine Verwaltungseinheit im Freistaat Lippe. Grunert fungierte vom 1. April 1932 ab als Landrat in Lemgo und wurde im Juni 1945 entlassen. Die Amerikaner verhafteten und internierten ihn. Im Entnazifizierungsverfahren wurde er am 24. April 1948 in die Kategorie IV (Mitläufer) eingestuft. Zum 1. Dezember 1949 trat er als Pensionär in den Ruhestand.
Grunert trat am 1. Mai 1933 der NSDAP bei (Mitgliedsnummer 3.566.695), war von Juni 1934 an Mitglied im NSKK und vom 12. Juni 1936 an förderndes Mitglied der SS.